# Actinopyga lecanora
Actinopyga lecanora е вид морска краставица от семейство Holothuriidae.

## Разпространение
Видът е разпространен в Американска Самоа, Вануату, Виетнам, Гуам, Джибути, Индонезия, Камбоджа, Кения, Китай, Мавриций, Мадагаскар, Малайзия, Мианмар, Мозамбик, Нова Каледония, Папуа Нова Гвинея, Провинции в КНР, Реюнион, Северни Мариански острови, Сейшели, Соломонови острови, Сомалия, Тайван, Тайланд, Танзания, Тонга, Фиджи, Филипини и Япония.